# حسین قریب
حسین قریب (زاده ۱۳۱۸ در تهران) فرزند محمد قریب (بنیانگذار طب کودکان ایران) است. وی هم‌اکنون ساکن ایالات متحده و دستیار مدعو بخش زنان و زایمان دانشگاه کلمبیای آمریکا، کارآموز بخش تحقیقاتی غدد درون ریز و متابولیسم، رزیدنت پزشکی داخلی دانشگاه میشیگان آمریکا، دارنده گواهینامه بورد طب داخلی و بورد فوق تخصصی غدد درون‌ریز و متابولیسم آمریکا می‌باشد. وی به مدت ۲ سال و ۵ ماه رئیس بیمارستان شهدای تجریش  در تهران بود.

## تحصیلات
حسین قریب در مدرسه فردوسی و سپس دبیرستان البرز تحصیل کرد و در سال ۱۳۳۷ فارغ التحصیل شد. وی برای تحصیل در پزشکی به ایالات متحده سفر کرد و مدرک کارشناسی خود را در سال ۱۹۶۶ از دانشگاه ایالتی اوهایو دریافت کرد. وی سپس در سال ۱۹۶۶ مدرک پزشکی را از دانشکده پزشکی دانشگاه میشیگان دریافت کرد و کارآموزی خود را در بیمارستان عمومی فیلادلفیا از سال ۱۹۶۶ تا ۱۹۶۷ گذراند.